# 河越重房
河越 重房（かわごえ しげふさ）は、平安時代末期の武蔵国入間郡河越館の武将。河越重頼の嫡男。姉妹に源義経の正室である郷御前がいる。

## 経歴
寿永3年（1184年）1月の源義仲追討で、父・河越重頼と共に源範頼・源義経の軍に属して京都に上る。都に入ると範頼・義経・重頼・重房他数騎で後白河法皇が幽閉されていた六条殿に駆けつけ、仙洞御所の警護にあたる。『源平盛衰記』ではこの時16歳とされ、300騎を率いて義仲勢を相手に奮戦。義経と共に法皇の前で名乗りを上げている。
『平家物語』では一ノ谷の戦いで平経正を討取り、平知盛が逃がした名馬・井上黒（河越黒）をとらえて後白河院に献上する活躍を見せる。平家滅亡後、義経から捕虜となった平宗盛の子・8歳の副将丸を預かり、処刑するにあたって涙する場面が描かれている。
文治元年（1185年）、源頼朝と源義経が対立し、義経が後白河法皇から頼朝追討の宣旨を受けると、義経の舅にあたる父・重頼も頼朝から敵対視されるようになった。同年10月23日、重房は義経の縁戚である事を理由に、鎌倉での勝長寿院本堂落慶供養の随兵から外される。同年11月12日、重頼は所領を没収され、間もなく重房と共に誅殺された。